# Dikasterij za zakonodavne tekstove
Papinsko vijeće za zakonodavne tekstove (lat.: Pontificium Consilium de Legum Textibus) jedno je od papinskih vijeća (dikasterija) Rimske kurije. Zadaća ovoga Vijeća je tumačiti univerzalni zakon u Katoličkoj Crkvi i pomagati drugim papinskim vijećima, da su njihovi dokumenti (norme, uredbe, upute) u skladu s važećim zakonom. Na zahtjev biskupskih konferencija, ispituje usklađenost dokumenata koje su izdali s odgovarajućim zakonom.
Od 2007., prefekt Papinskoga vijeća za zakonodavne tekstove je talijanski kardinal Francesco Coccopalmerio, a tajnik španjolski biskup Juan Ignacio Arrieta Ochoa de Chinchetru.
Prvi odbor koji se bavio tumačenjem Kodeksa kanonskoga prava utemeljio je papa Benedikt XV. 1917. godine motuproprijem "Cum iuris canonici". Novi oblik povjerenstva utemeljio je papa Ivan XXIII. 1963. godine, dajući mu zadatak da radi na novom kanonskome zakonu. Nakon Drugoga vatikanskog koncila, 1967. godine, papa Pavao VI. utemeljio je komisiju za tumačenje uredbi Drugoga Vatikanskog koncila. Godine 1984. papa Ivan Pavao II. utemeljio je komisiju autentičnog tumačenja Kodeksa kanonskoga prava. Prema ustavu, Pastor Bonus iz 1988. godine, komisija je podignuta na rang Papinskoga vijeća. Godine 1999., Vijeće je dobilo ime koje još uvijek vrijedi: Papinsko vijeće za zakonodavne tekstove.